# Stara Gora
Stara Gora (in italiano tra le due guerre Montevecchio; in friulano Staragore o Staragora) è un paese della Slovenia, frazione del comune di Nova Gorica.

## Storia
In epoca asburgica Staragora costituì un comune catastale autonomo, che incluse anche la frazione (Enclave) di Rosenthal. In seguito già a metà Ottocento la località venne inglobata nel comune di Gorizia. In seguito alla prima guerra mondiale e al Trattato di Rapallo, nel 1920 la località, assieme a Gorizia e al resto della Venezia Giulia, venne annessa al Regno d'Italia. Il nome dell'insediamento venne italianizzato in Montevecchio.
In seguito alla seconda guerra mondiale e al Trattato di Parigi, Stara Gora fu tra i paesi che passarono alla Jugoslavia, venendo inquadrato nel comune della neocostituita Nova Gorica.
Dal 1991 fa parte della Slovenia.